# Formação Lance
A Formação Lance é uma divisão de rochas do Cretáceo Superior (há entre 69 e 66 milhões de anos) no oeste dos atuais Estados Unidos. Nomeados em homenagem a Lance Creek, Wyoming, os fósseis de microvertebrados e dinossauros representam componentes importantes das últimas faunas de vertebrados do Mesozóico. A Formação Lance pertence ao andar Maastrichtiano e compartilha muito da fauna com a Formação Hell Creek de Montana e Dakota do Norte, a Formação Frenchman do sudoeste de Saskatchewan e a parte inferior da Formação Scollard de Alberta.
A Formação Lance ocorre acima da zona marinha de amonita Baculites clinolobatus em Wyoming, cujo topo foi datado em cerca de 69 milhões de anos, e se estende até o limite K-Pg, há 66 milhões de anos. No entanto, a fauna vertebrada terrestre característica da época Lanciana (que leva o nome desta formação) é encontrada apenas nos estratos superiores, correspondendo aproximadamente às formações equivalentes mais finas, como a Formação Hell Creek, cuja base tem estimado em 66,8 milhões de anos.

## Descrição
A formação é descrita por W.G. Pierce como arenito de cor amarelada com estriado espesso e xisto de tonalidade monótona a verde. É datada do Cretáceo Superior.

### Ambiente deposicional
A Formação Lance foi estabelecida por riachos, em uma planície costeira ao longo da borda do Mar Interior Ocidental. O clima era subtropical; não houve estação fria e provavelmente muita precipitação.

## Descobertas
Pelo menos dezenas de milhares de restos de vertebrados do Cretáceo Superior foram recuperados da Formação Lance. Fósseis que variam de elementos microscópicos a extensos leitos ósseos, com esqueletos de dinossauros quase completos, às vezes articulados, foram encontrados. A maioria dos outros animais conhecidos da formação são animais de água doce, e alguns são exclusivos desse ambiente (por exemplo, sapos e salamandras). No entanto, fósseis marinhos também são encontrados na formação, sugerindo que o mar estava próximo. A avifauna é composta principalmente por ordens ainda existentes.

### Dinossauros

#### Terópodes
- Aublysodon
- Ornithomimus
- Paronychodon
- Pectinodon
- Tyrannosaurus Rex[5]
- Nanotyrannus

#### Dinossauros encouraçados (Thyreophora)
- Ankylosaurus
- Denversaurus
- Edmontonia
- Palaeoscincus

#### Marginocefálos
- Agathaumas
- Leptoceratops [6]
- Nedoceratops
- Pachycephalosaurus
- Stygimoloch
- Torosaurus
- Triceratops

#### Ornitópodes
- Edmontosaurus
- Thescelosaurus  [7]
- Thespesius